# ریسود
ریسود (به انگلیسی: Risod) یک منطقهٔ مسکونی در هند است که در بخش واشیم واقع شده‌است. ریسود ۸٫۲۵ کیلومتر مربع مساحت و ۳۴٬۱۳۶ نفر جمعیت دارد و ۵۴۲ متر بالاتر از سطح دریا واقع شده‌است.